# 常福寺 (岡山市)
常福寺（じょうふくじ）は、岡山県岡山市北区にある真言宗（単立）の寺院。山号は妙見山。本尊は大日如来。

## 歴史
岡山市史旧版には「始めは長福寺と称せしが、正徳六年六月現寺号に改む、けだしこの歳徳川家重征夷大将軍に任ぜられ、その幼名長福君なるを以って之を憚りたるものならん。」とある。寺記によると、養老2年（718年）3月、熊野正隆が草創にかかり大覚院と称した。正隆は紀州熊野権現を児島の林（現・倉敷市林）に遷したときの隋行者熊野正則の弟で、その子孫が代々この寺の住職をつとめていたが、永禄年間に浦上宗景が富山城を攻めたとき兵火に罹って焼失した。次いで岡山城主宇喜多氏のときに保護を受け、豊臣秀吉の庶子長福丸が伊福の地で呑死したときその追福祈願所になって長福寺と改めた。小早川秀秋の代になって寺領を没収せられ、その後寺運は傾き、寺号を常福寺に改めたのは元禄以後とみられる。明治35年（1902年）8月、常福寺にて「備作平民会」の創立大会が開催された。

## 周辺
- 国神社
- 妙應寺